# Yoon San-ha
Đây là một tên người Triều Tiên, họ là Yoon.
Yoon Sanha (Hangul: 윤산하, Kana: ユンサナ, Hanja: 尹產賀, Hán-Việt: Doãn Sản Hạ, Thai: ซานฮา) sinh ngày 21 tháng 3 năm 2000 tại Dobong, Seoul, Hàn Quốc. Anh ra mắt năm 2016 cùng Astro dưới sự quản lý của Fantagio với tư cách là thành viên em út của nhóm. Yoon Sanha hiện đang là MC cố định cho show âm nhạc hàng tuần Show Champion của đài MBC - Hàn Quốc. Anh cùng với Moon Bin ra mắt nhóm nhỏ của ASTRO vào ngày 14/09/2020.

## Gia đình & cá nhân
Yoon San-ha là con trai út trong gia đình có ba con trai.
Yoon San-ha là bạn thân với The Boyz Eric & Sunwoo, AB6IX Daehwi, Golden Child Bomin và Straykids Hyunjin. Sanha cùng Daehwi, Bomin và Hyunjin đã từng có 2 sân khấu hợp tác cùng nhau và thu hút được quan tâm lớn từ người hâm mộ Kpop 

## Học vấn
Năm 2019, anh tốt nghiệp trường Hanlim Multi Art School.

## Trước khi debut
Yoon San-ha bắt đầu theo học guitar dưới sự hướng dẫn của cha từ năm 12 tuổi (tuổi Hàn)
Năm 2012, anh tham gia vào cuộc thi tuyển chọn thực tập sinh  iTeen Audition 2012 và trúng tuyển trở thành trainee của Fantagio.

## Sự nghiệp
Năm 2015, anh tham gia vào Web drama "To Be Continued" cùng các thành viên trong <i-Teen>.
Cùng năm trên, anh đã trở thành thực tập sinh thứ 3 được chính thức giới thiệu với Photo Test Cut.
Ngày 23 tháng 2 năm 2016, Yoon San-ha ra mắt cùng với nhóm nhạc ASTRO
Năm 2019, anh đảm nhận vai chính cho web drama Love Formula 11
Tháng 3 năm 2020, anh cùng với Moonbin trở thành MC chính thức cho show âm nhạc Show Champion. của đài MBC
Ngày 14 tháng 9 năm 2020, anh cùng Moonbin ra mắt nhóm nhỏ đầu tiên của ASTRO kể từ khi debut.

## Tác phẩm cá nhân
- SOLO

| Year | Song Title         | Album   | Notes         | Ref.  |
| 2018 | Because I’m a Fool | FM201.8 | Bily Acoustie | [ 5 ] |

- Nhóm

| Year       |            | Song Title | Album  | Group                           | Note. |
| 14-09-2020 | 14-09-2020 | Bad Idea   | IN-OUT | ASTRO - subunit Moonbin - Sanha | [ 6 ] |

## Sự nghiệp điện ảnh

### Phim
| Năm  | Tựa phim           | Vai              | Kênh phát    | Tham khảo |
| 2015 | To Be Continued    | Sanha            | MBC Every1   |           |
| 2019 | Soul Plate         | Thiên thần Mirel | Naver TVCast | [ 7 ]     |
| 2019 | Love. Formular 111 |                  | Lifetime     | [ 8 ]     |

### Chương trình tạp kỹ
| Năm  | Chương trình                           | Kênh phát hành | Vai trò |
| 2016 | Challenge! Golden Bell                 |                | |
|      | Weekly Idol                            |                | Tập 256, 279,307,434, 451 |
|      | Idol Star Athletic Championship (ISAC) |                | - Chuseok Special 2016 - 2017 - Lunar New Year 2018 - Chuseok Special 2018 - 2019 - Chuseok Special 2019                                         |
|      | After School Club (ASC)                |                | - Tập 202 (Hide&Seek era) - Tập 219 (Breathless era) - Tập 240 (Confession era) - Tập 291 (Crazy Sexy Cool era) - Tập 419 (Knock era)            |
|      | Immortal Song                          |                | - Tập 282: Songwriter Jeon Youngrok - Tập 311: The Blue Special - Tập 332: Shin Joonghyun Special part.1 -Tập 333: Shin Joonghyun Special part.2 |
|      | Idol Radio                             |                | Tập 42, 135, 213, 220, 241, 248, 318, 332, 339, 346, 395                                                                                         |
| 2018 | Yogobara                               | XtvN, Vlive    | MC cùng Umji (Gfriend) |
| 2018 | Net Escape Season 3                    |                | In Japan Tập 12 - 14 |
| 2019 | The Ultimate Watchlist: Season 2       | XtvN           | Khách mời Tập 4 |
| 2019 | Law of the Jungle - Myanmar            | Olive          | Thành viên |
| 2019 | King of Masked Singer                  |                | - Tập 171 |
| 2019 | Insane Quiz Show (IQS)                 |                | - khách mời tập 11&12 |
|      | Blanket kicks at night                 |                | MC - cùng MJ |
| 2020 | Show Champion                          | MBC            | MC - cùng Moonbin |

## Giải thưởng
| Năm  | Giải thưởng                         | Hạng mục               | Đề cử     | Kết quả   | Tham khảo |
| 2016 | Korea Cultural Entertainment Awards | Best K-pop singer      |           | Đoạt giải |           |
| 2017 | Seoul Music Awards                  | Hallyu Special Award   | với Astro | Đoạt giải |           |
| 2017 | Asia Artist Awards                  | New Wave Award         | với Astro | Đoạt giải |           |
| 2019 | Soribada Best K-Music Awards        | Global Hot Trend Award | với Astro | Đoạt giải |           |
| 2020 | Soribada Awards                     | Bonsang                | với Astro | Đoạt giải | [ 12 ]    |
| 2020 | Soribada Awards                     | Global Artist          | với Astro | Đoạt giải | [ 12 ]    |